# جائزة الولايات المتحدة الكبرى 1964
جائزة الولايات المتحدة الكبرى 1964 هو سباق فورمولا 1 أقيم بتاريخ 4 أكتوبر 1964 في نيويورك، الولايات المتحدة. كان التاسع من أصل 10 في بطولة العالم لسباقات الفورمولا واحد موسم 1964.